# Kuenring

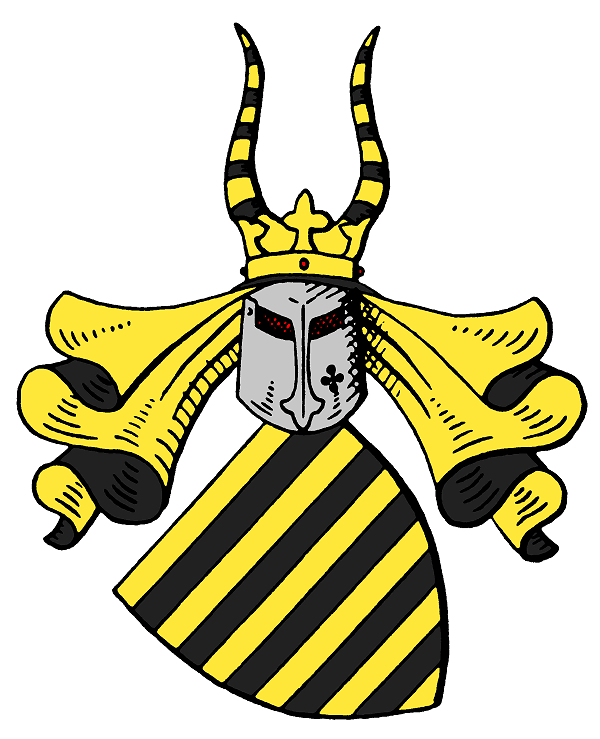
Wappen van het huis Kuenring.

Het Huis Kuenring, ook wel de Kuenringers (ook "Chuenringe(r)") genoemd, was een Oostenrijks ministerialengeslacht. De eerste vermelding van dit geslacht in een oorkonde dateert uit het jaar 1132.

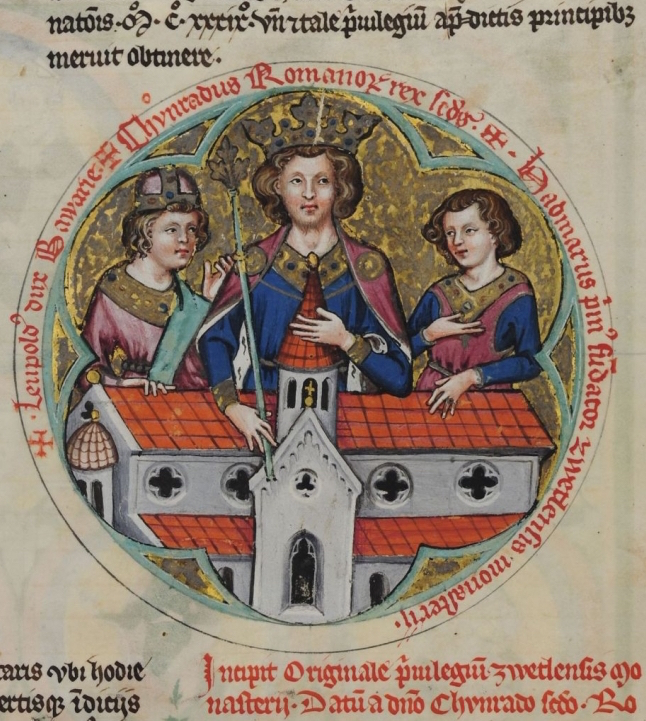
Koenraad III (midden) met Leopold IV van Beieren (links) en Hadmar I van Kuenring, „Bärenhaut“, fol. 8v, verentekening 14e eeuw.

## Geschiedenis
Nadat Azzo van Gobatsburg, de uit Saksen of het Rijnland (Trier) stammende stamvader van de familie, in de 11e eeuw in het gevolg van een zoon van markgraaf Leopold I naar het huidige Neder-Oostenrijk was gekomen, verwierf de familie in de 12e en 13e eeuw in Waldviertel, Weinviertel en Wachau bezittingen. Ze namen wezenlijk deel aan de economische en culturele ontwikkeling van het land. Zo stichtte Hadmar I in 1137 het sticht Zwettl en bouwde het stamslot Kühnring in de huidige Marktgemeinde Burgschleinitz-Kühnring. Ook in Wullersdorf was er in de 12e eeuw een Kuenringerburcht, en Schöngrabern was ten tijde van de bouw van de Romaanse kerk in het bezit van de Kuenringers.
In de 13e eeuw stelden ze zich aan het hoofd van de opstandelingen tegen de Babenbergse hertog Frederik II. Ze speelde een toonaangevende rol bij de aanstelling van Ottokar Přemysl en voerden later ook oppositie tegen de Habsburger Albrecht I.
De Kuenringer stierven in 1594 uit. De laatste Kuenringer was Johan VI Ladislaus (alias Hans Lasla van Kuenring), die op 9 december 1594 stierf en in de parochiekerk van Seefeld werd bijgezet. Zijn graf werd niet teruggevonden. Het Huis Liechtenstein wordt beschouwd als erfgenaam van de Kuenringer, waardoor een deel van hun wapen het "wappen der Chuenringe" voorstelt.
In de sage leven de „honden van Kuenring“, zoals de broers Hadmar III en Hendrik III werden genoemd, voort als onverbiddelijke roofridder, maar dit is een vertekende latere voorstelling.

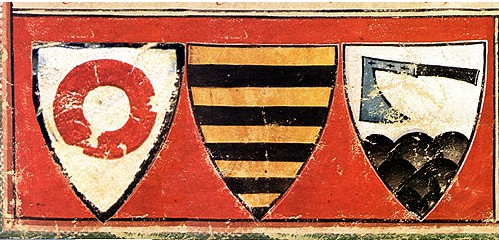
De geslachtswapens van de Kuenringer (ca. 1310). Fotomontage uit uitsnijdingen van de Kuenringer-stamboom in de zogenaamde "Berenhuid", fol. 8r.

## Wapen
Het bekendste Kuenringer-wapen is het zogenaamde ringwapen, met de rode ring op een zilveren achtergrond. Het duikt voor de eerste maal op in het Zwettler Stifterbuch (ca. 1310), de zogenaamd Berenhuid, op en wordt na de naam Kuenring als Ring des Kühnen verduidelijkt: hie habent die chuenen ditz landes an einem ring.
Het ringwapen dook echter niet in de zegels van de Kuenringers zelf bij rechtshandelingen op. Mogelijkerwijs ontstond het als secundair teken uit de uitlegging van de naam en werd het zo een symbool voor Kuenringische toebehoren, vooral in de wapens van hun leenmannen.
Lange tijd was het wapen van de Kuenringers dat van Aggstein met de aks in natuurlijke kleur met zwarte steel over een zware berg van stenen. Dit wapen hadden zij ofwel van de Herren von Aggstein overgenomen of na overname van deze heerlijkheid nadrukkelijk ontwikkeld.
Dit werd opgevolgd door het balkenwapen: vijf balken van sabel op een gouden achtergrond, dat op het wapen van Saksen gelijkt. In het Zwettler Stifterbuch werd daaronder Sachsen geschreven. Hoe dit wapen tot dat van de Kuenringers is gekomen, is niet precies vast te stellen, maar het kwam zeker niet door verwantschap met de hertogen van Saksen. Een gelegenheid kon de echtsluiting van de Babenbergerin Agnes, dochter van hertog Leopold VI (1198–1230), met Albrecht van Saksen zijn geweest, waarbij een Kuenringer zich verdienstelijk maakte of bij een feestelijke ceremonie of een toernooi het recht op het voeren van het vorstenwapen kon hebben gekregen. Het balkenwapen bleef in ieder geval het voornaamste Kuenringer-wapen. De vorsten van Liechtenstein voeren het vandaag de dag nog steeds als bestandsdeel in hun wapen, daar met ruitenkrans, dat zoals bij het wapen van de hertogen, keurvorsten en koningen van Saksen een later bijvoegsel is en zodoende de gelijkenis verder versterkt.

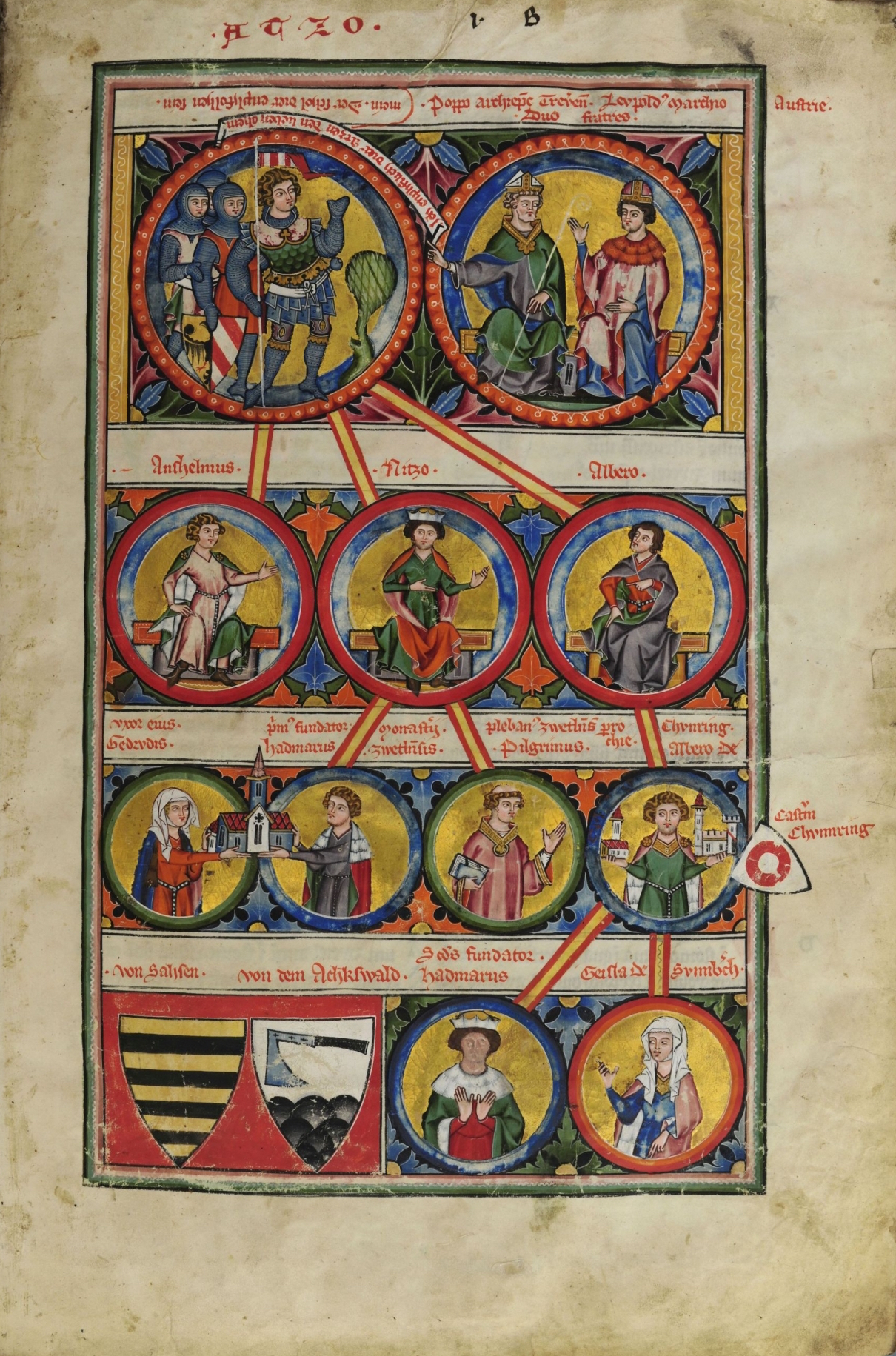
Kuenringer-stamboom, berenhuid, fol. 8r (ca. 1310).

## Genealogie
1. Azzo van Gobatsburg (- ca. 1100)
  1. Anshelm (ca. 1058 - ca. 1137)
    1. Azzo (- voor 1131)

  2. Rizzo (ook Nizzo) (- voor 1114) ⚭ Truta
    1. Hadmar I van Kuenring (- 27 mei 1138), kinderloos
    2. Albero II (- ca. 1163), kinderloos
    3. Dietmar (ca. 1098 -na 1114), kinderloos
    4. Piligrim/Pelegrin van Zwettl (gestorven ca. 1166), geestelijke

  3. Albero I (- ca. 1118)
    1. Albero III (1115/1118 - 15 augustus 1182) ⚭ Elisabeth
      1. Hadmar II van Kuenring (ca. 1135 - 22 juli 1217) ⚭ ca. 1170 Eufemia van Mistelbach
        1. Albero IV (- na 1220), ⚭ 10 november 1208 NN, kinderloos
        2. Hadmar III van Kuenring (ca. 1180 - ca. 1231), (Hond van Kuenring)[4]
          1. Albero V (ca. 1210/1215 - 8 januari 1260), stamvader van de linie Kuenring-Dürnstein, ⚭ 1240 Gertrude van Wildon
            1. Leutold I (1243 - 18 juni 1312), ⚭ I ca. 1269 Agnes van Feldsberg (- 1 september 1299), ⚭ II 1300 Agnes van Asperg (- 1341)
              1. Agnes (als klein kind gestorven)
              2. Clara (als klein kind gestorven)
              3. Johan (ook Jan genoemd; 1302 - februari 1348), ⚭ Agnes van Maissau
                1. Leutold III (- 4 augustus 1355), kinderloos, ⚭ 1353 Alheid van Wallsee zu Drosendorf
                2. Anna (- 1385), ⚭ Heidenreich van Maissau (- 1381)

              4. Hadmar (1303 - )
              5. Else/Elsbeth, ⚭ Witigo van Landstein
              6. Agnes, ⚭ Andreas van Liechtenstein
              7. Leutold II (ca. 1308 - 21 augustus 1348), ⚭ Sophie van Maissau
                1. Agnes, ⚭ Frederik van Wallsee (- 1362)
                2. Klara, ⚭ Frederik van Wallsee zu Drosendorf en Pottenstein
                3. Elsbeth (- 1379), kinderloos, ⚭ Eberhard van Wallsee (- 1363)

            2. Albero VI (ca. 1244/1245 - 1278), kinderloos
            3. Hendrik IV (VI) (ca. 1252 - 31 januari 1286), kinderloos, ⚭ I 1276 Alheid van Feldsberg (- 1284), ⚭ II 1285 Katharina van Neuhaus

          2. Hendrik II (IV) (ca. 1220 - 12 mei 1293), stamvader van de linie Kuenring-Weitra-Seefeld, ⚭ Kunigunde
            1. Hendrik V (VII) (ca. 1241/1245 - 1281), ⚭ 1275, Elisabeth, buitenechtelijke dochter van koning Ottokar II Přemysl
              1. Hadmar VII (- 1303), kinderloos
              2. Hendrik VI (VIII) Pulko (- na 1340), ⚭ Maria
                1. Anna

              3. Kunigunde

            2. Albero VII (ca. 1270 - 1342), ⚭ I 1297 Agnes van Capellen (- 1318), ⚭ II ca. 1320 Herburgis van Pettau
              1. Johan II (- 26 januari 1349), ⚭ 1345 Anna van Wallsee zu Enns (- 1368)
                1. Nizzo II/Neiz/Seiz/Azzo (ca. 1346/1347 - 1405), ⚭ I 1367 Margaretha van Pottendorf, ⚭ II Agnes van Wartenberg 
                  1. Bernhard (- 1396/1397)
                  2. Achaz (- ca. 1425), ⚭ 1407 Barbara van Stubenberg
                    1. Achaz II (- ~1429), ⚭ NN van Stubenberg
                    2. Johann/Hanns/Janns (- 1446), ⚭ ~1435 Anna van Stubenberg
                    3. Albero/Albrecht (- 1444), ⚭ Katharina van Leippa
                    4. Georg/Jörg (- 1464/65), ⚭ I Magdalena van Volkersdorf, ⚭ II Barbara van Kreig
                      1. Balthasar (~1445 - ~1500), ⚭ I ~1465 Elsbeth van Liechtenstein-Murau, ⚭ II Barbara van Montfort
                        1. Georg II (- voor 1500)
                        2. Johann IV (1481 - 28 april 1513), ⚭ 1501 Anna van Zelking zu Weinberg
                          1. Wilhelm (- 6 oktober 1541), ⚭ I 1532 Salome van Roggendorf, ⚭ II Sibilla van Fugger (⚭ II 1534 Wilhelm van Puchheim)
                            1. Elisabeth

                          2. Marquard (- 1571), ⚭ I Elisabeth van Starhemberg († 1556), ⚭ II 1557 Katharina van Pollheim
                            1. Johann V
                            2. Albero IX (- 1589), ⚭ I Barbara van Scherfenberg zu Hochenwang, ⚭ II Barbara van Rottenburg
                              1. Georg
                              2. Elisabeth (- 1591)

                            3. Azzo III
                            4. Anna
                            5. Juliana
                            6. Rosina
                            7. Maximiliana
                            8. Elisabeth
                            9. Johann VI Ladislaus/Hanns Lasla (- 9 december 1594), ⚭ 1579/1580 Maria Salome van Pollheim (⚭ II 1598 Günter van Golz)
                              1. Johann VII († 1590)

                            10. Maria Magdalena, ⚭ Hanns van Zinzendorf

                          3. Christof (- 1542), ⚭ Katharina van Boskoviz
                            1. Margaretha

                          4. Balthasar II (- 1547), ⚭ Anastasia van Zelking
                          5. Florian (- 17 juni 1534)

                        3. Anna (- 1510), ⚭ Wolfgang van Kreig
                        4. Ehrentrud, ⚭ 1504 Jakob von Clement

                      2. Amalia, ⚭ Hanns von Kranichberg

                    5. Ursula

                  3. Agnes, ⚭ 1408 Johann II van Liechtenstein-Nikolsburg
                  4. Agnes, ⚭ Hanns van Neiperg

                2. Elsbeth, ⚭ 1363 Otto van Kiau

            3. Hadmar VI (- ca. 1271)
            4. Adelheid (- 1281), ⚭ Wulfing van Kiau
            5. Maria (- 1320), ⚭ I Reinbert/Reinprecht van Ebersdorf (- 1288), ⚭ II 1289 Eberhard II van Wallsee

          3. Gisela (- voor 1270), ⚭ Schetscho van Budevice

        3. Hendrik I (III) (ca. 1185–1233), (Hond van Kuenring)[4], ⚭ Adelheid van Falkenstein–Neuburg
          1. Hadmar IV (ca. 1205/1208 - ca. 1250), kinderloos
          2. Hendrik III (V) (ca. 1205/1208 - ca. 1241), kinderloos
          3. Offemia (ca. 1211/1215 - na 1283), ⚭ I 1233 Irnfrid van Hindberg (- 1237), ⚭ II 1238/39 Rudolf van Pottendorf

        4. Gisela, ⚭ 10 november 1208 Ulrich van Falkenberg

      2. Gisela (- na 1192), ⚭ Leutwin van Sunnberg (- 1190/92)

    2. Hendrik I (van Zebing) (- na 1160)
    3. Hendrik II (van Gundramsdorf) (- ca. 1177), kinderloos
    4. Rapoto van Schönberg (- na 1176) 
      1. Rapoto II
      2. Hadmar

    5. Otto van Purchartstorf (- na 1183)
      1. Rapoto
      2. Hendrik

## Gebouwen
- Wacht- en signaaltoren in Kirchberg am Walde in Neder-Oostenrijk.

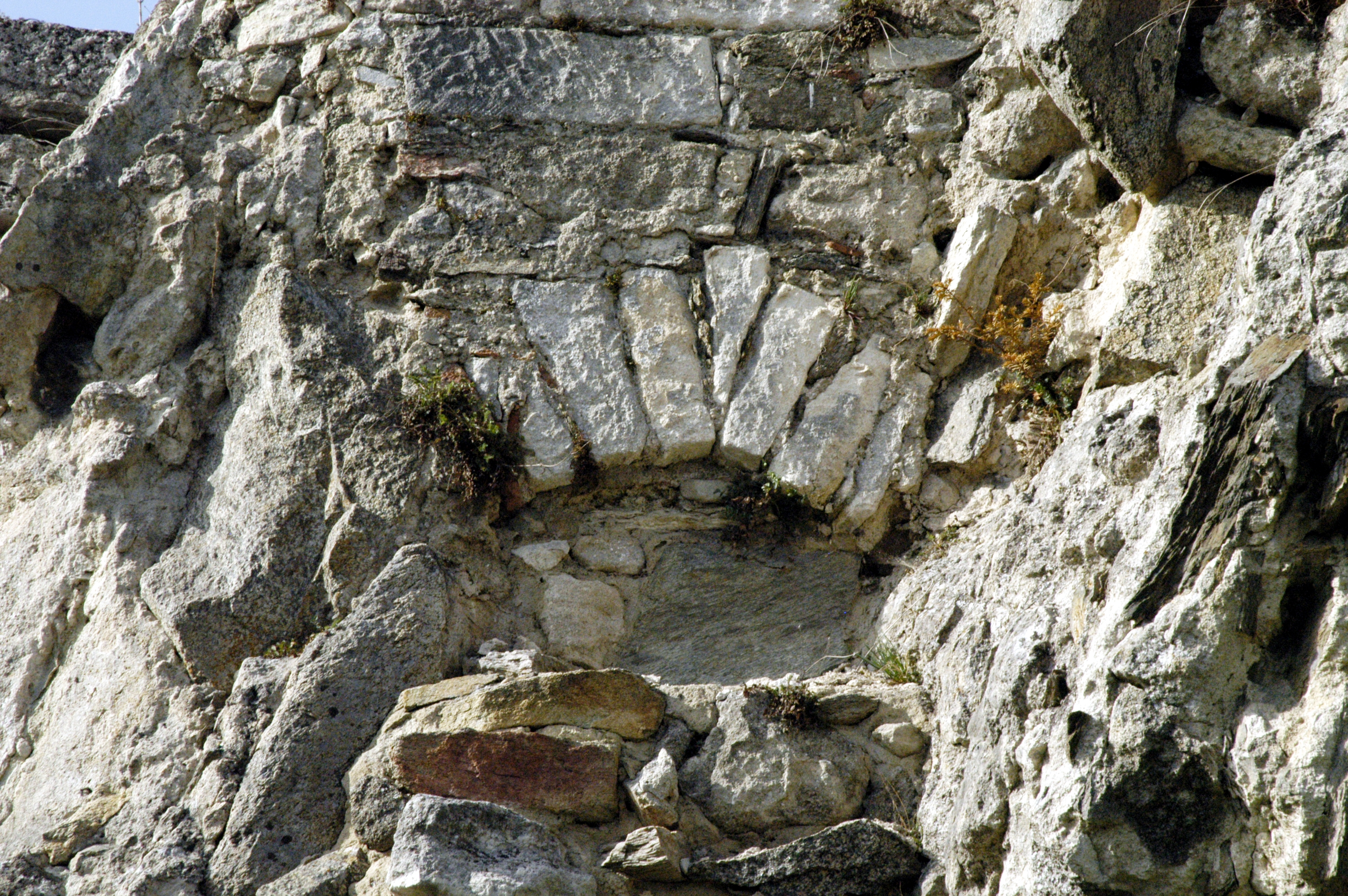
Muurresten van de stamburcht.
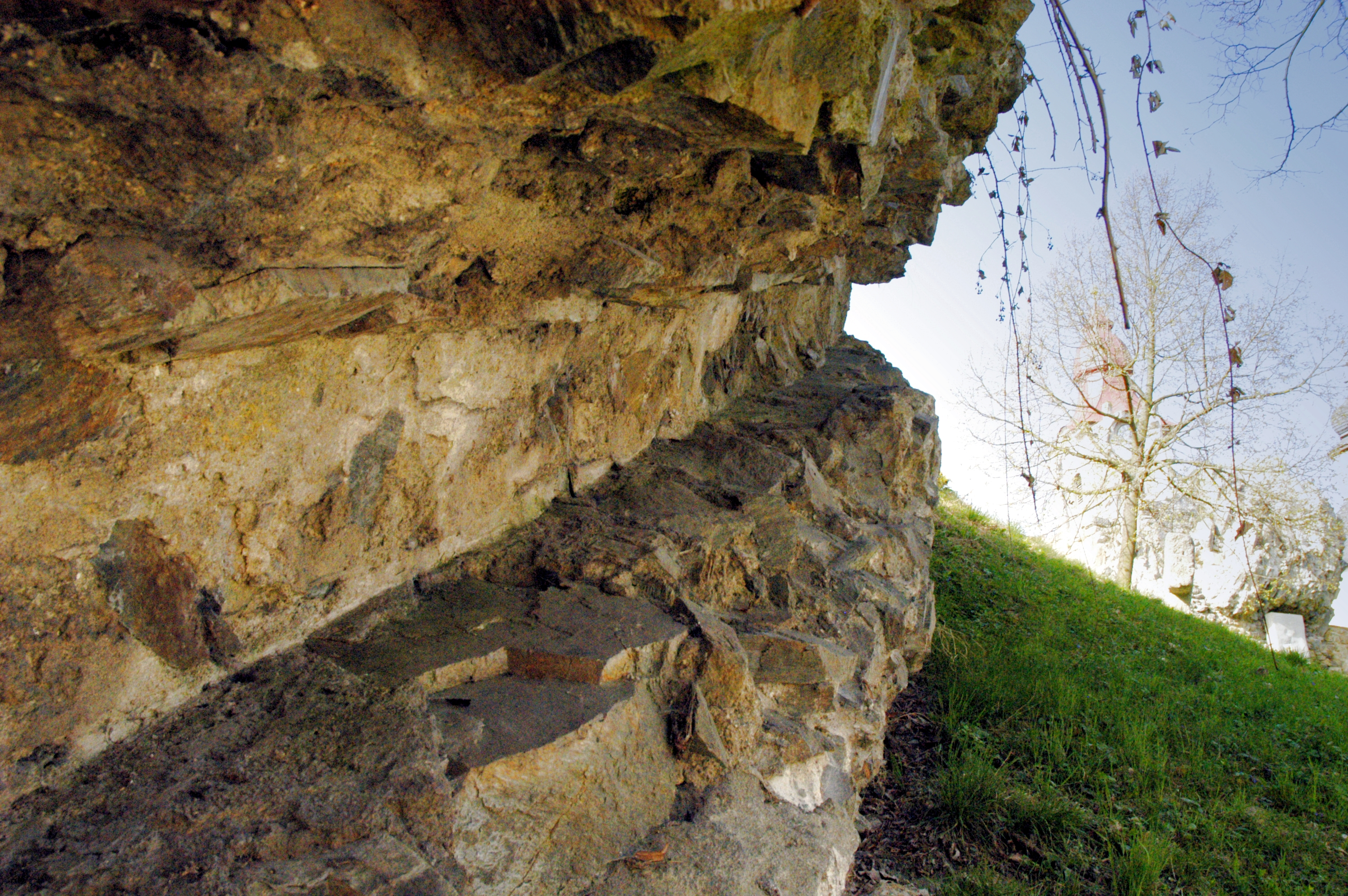
Resten van de burcht in Kühnring.
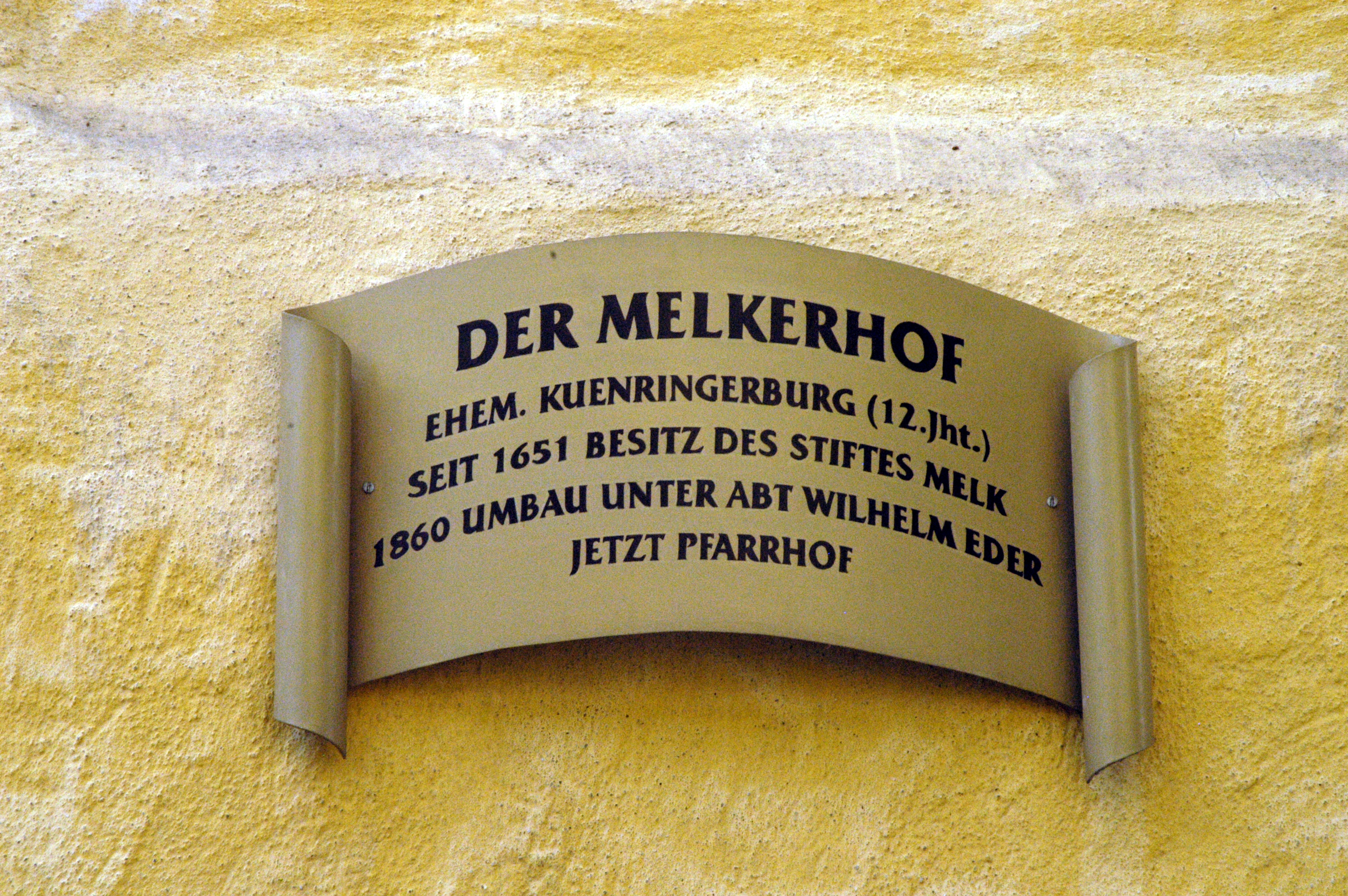
Plaat op het Pfarrhof in Wullersdorf.